# 维特 (歌剧)

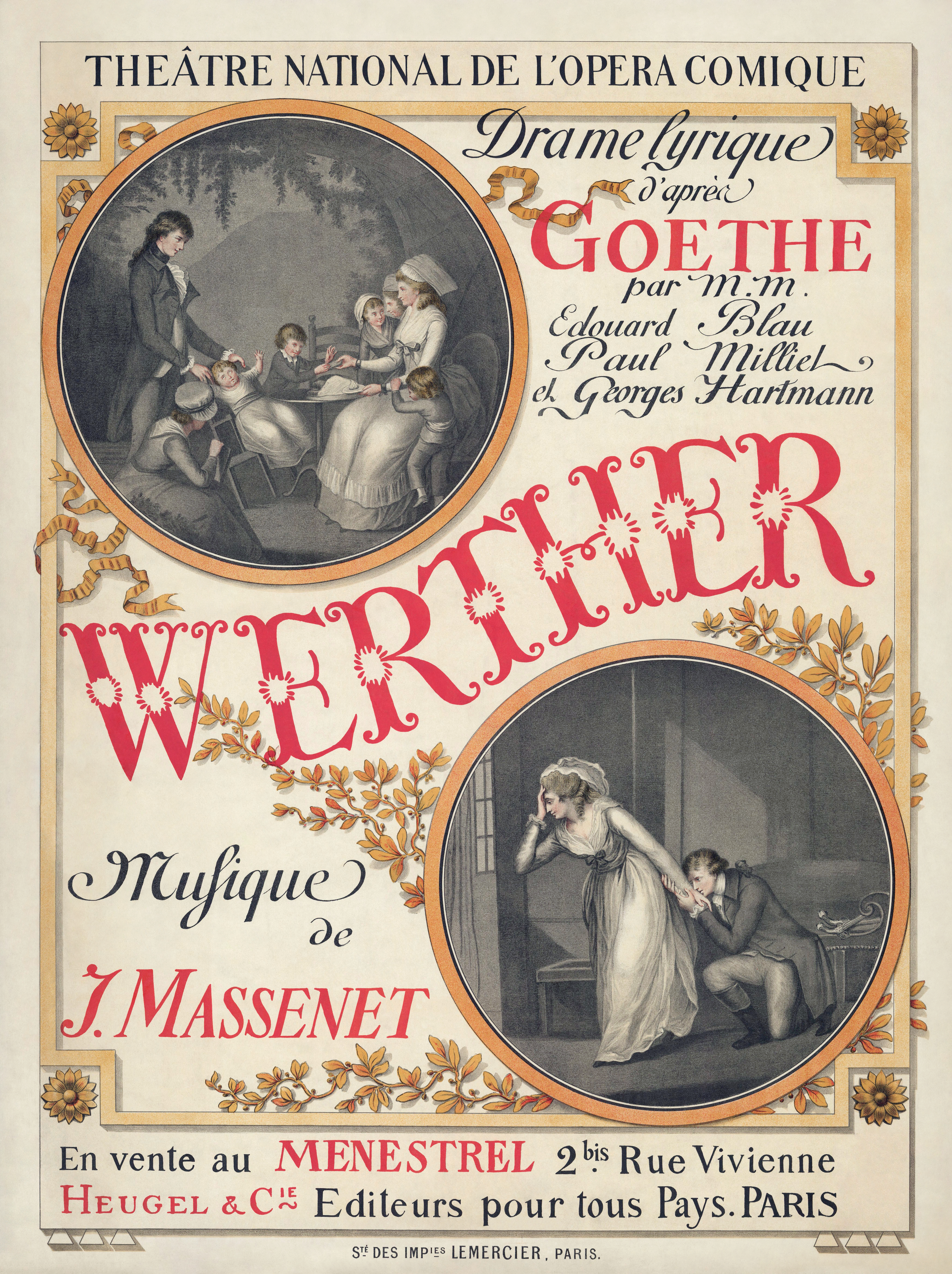
Werther

《维特》（Werther）是法国作曲家马斯内的歌剧，完成于1892年，脚本由爱杜亚·布劳（Edouard Blau）、保罗·米利耶（Paul Milliet）以及乔治·哈特曼（Georges Hartmann）根据歌德的小说改编而成。全剧于1892年2月16日，在维也纳宫廷剧院首次演出。

## 作品背景
这部歌剧取材自歌德的小说《少年维特的烦恼》（Johann Wolfgang Goethe`s neovel "Die Leiden des jungen Werthers"，1774）。十八世纪下半叶，文人们发起了种种文化运动，歌德便是其中狂飙运动的主要代表。在当时的德国存在着一种十分特殊的社会现象，宫廷贵族阶层与中等市民阶层之间有一堵密不透风的墙，上流社会认为德语粗鲁，真正高雅的只有法语，故对于大多数出自市民阶层的知识分子的德语作品评价很低。就连明智的腓特烈大帝也持这种反对的观点，他的宫廷里只上演法国悲剧，甚至不欢迎莎士比亚，因为莎翁的戏剧总是将王公贵族和小偷掘墓人放在同一舞台上，将之视为野蛮、放肆的滑稽戏，是一个对拉丁文一窍不通的人在不成熟时代的产物。中等阶级知识分子中普遍怀有一个"新德国"的梦想，他们崇尚自然，热爱自由，热衷于孤芳自赏，并不顾冷漠的理智而执著于追求内在的激情，歌德的维特便是这样一个典型。
马斯内的《维特》是一部抒情歌剧，作品着重刻画主人公内心细腻复杂的感受，音乐优美舒缓，富有诗意，情节发展舒缓，对演员的要求很高，要能够把维特复杂的心理历程精准地表达出来，如第三幕中那首著名的咏叹调《不要唤醒我》。

## 剧情大纲
1780年代，德国法兰克福乡间

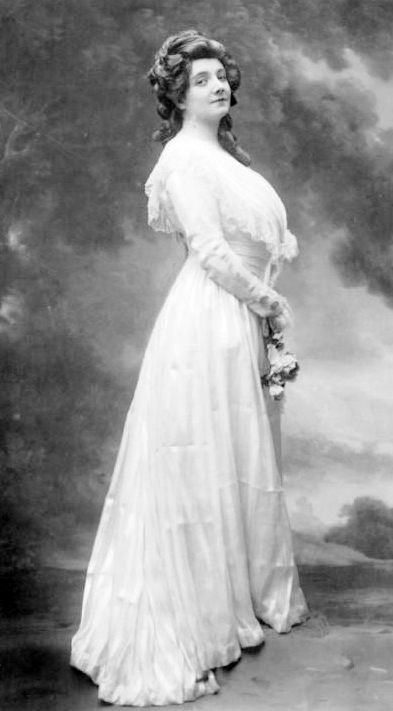
克莱尔·克鲁瓦扎（1882-1946）饰演儒勒·马斯内歌剧《维特》中的夏洛特。

法官（Le Bailli，男低音）的農莊。法官的妻子早逝，留下九名子女，夫人死的時候吩咐大女兒夏綠蒂（Charlotte，次女高音）照顧好家人。夏綠蒂今年二十歲，活潑美麗，溫柔善良，她很愛自己的母親，時刻記著母親所交代的事情，關心父親，愛護弟妹，家裡人都很依賴她。
一個夏夜，法官與他的孩子在花園裡玩耍，兩個朋友來訪，他們問起晚上的舞會，夏綠蒂是否跟她的未婚夫阿爾伯特一同出席。法官回答說這次陪夏洛蒂參加舞會的是一個詩人，他剛來這裡不久，叫維特（Werther，男高音）。
黃昏，白天里的暑氣消散，風聲、蟲鳴聲在林中蕭蕭的響，盡頭的夕陽染紅了草木，維特情不自禁的讚美起這一片田園風光（詠嘆調：我還在夢中嗎？）。不遠處就是法官的農莊，他正要去接夏洛蒂參加舞會。僕人把維特帶進房間，正巧穿著禮服的夏綠蒂在分食物給弟妹，她對維特解釋說這些孩子只肯吃他切的麵包。維特驚訝的看著夏綠蒂，首先被她的美貌打動，接著又為她的溫柔感動。他們離開不久後，出門遠行的阿爾伯特（Albert，男中音）突然回來了，他心急的來探望夏綠蒂，卻錯過了，便只好詢問夏綠蒂的妹妹蘇菲（Sophie，女高音）自己未婚妻的情況。深夜的時候舞會結束，維特送夏洛蒂回家，他發現夏綠蒂的愛好與自己十分相同，兩個人過得很愉快，他真希望時間就此停止，因為他已經不可救藥的愛上了夏綠蒂，夏綠蒂的一個細微動作，一個表情，一句話都深深的刻在他的心上。可是夏洛蒂一味迴避他愛慕的表示，並對他講起過世的母親與可愛的弟妹，還說自己要遵守母親遺願，跟阿爾伯特已定下了婚約。無法表達，也不能要求，愛情帶來甜蜜的同時，也令維特受苦。

### 第二幕
星期天下午，乡间教堂的广场。人们聚在广场上，准备为牧师夫妇庆祝他们结婚五十周年。阿尔伯特伴着夏绿蒂出席，他们刚刚结婚，人人都称赞他们的幸福令人羡慕。维特也来了，他站在远处，默默的望着夏绿蒂。阿尔伯特跟维特作了朋友，并暗示苏菲对他怀有好感，而维特不以为然。在维特的心里，他只看到了夏绿蒂，时而激动万分，时而又莫名的忧郁。夏绿蒂深知维特对她的爱慕之意，但她是个有夫之妇，便建议维特去旅行，等圣诞节的时候再回来，这样既得到了锻炼又可令他冷静。维特在心里想，如果真的爱夏绿蒂就应该为她的处境考虑，于是下决心要永远离开，来成全夏绿蒂的婚姻幸福。或者，还有死亡，想到这里，苏菲突然进来，维特对她很凶。看到妻子安慰哭泣的苏菲，阿尔伯特心里明白了维特对夏绿蒂的感情。

### 第三幕
圣诞夜，夏绿蒂独自坐在客厅里，手上拿着维特寄来的信，她已经读了无数遍，想借此来驱散对于维特的思念（咏叹调：信之歌）。苏菲进来唤夏绿蒂去参加圣诞活动，却见姐姐一脸的忧郁，她明白夏绿蒂的心思，便劝她不要老是闷在家里，否则越想越是痛苦。苏菲走后，夏绿蒂跪在地上祈祷，希望上帝能够帮助她脱离这不被允许的爱情所带来的痛苦，这时夏绿蒂吃惊的发现维特就站在门外。这长期的旅途如同一次放逐，维特脸色苍白，他精疲力竭，却仍无法忘记夏绿蒂。他回忆起过去两个人相处时的快乐情景，夏绿蒂感到很不安，便拿出以前维特送给她的自己译的诗稿，那是爱尔兰传说中的诗人莪相（Ossian）的诗，她请维特给她念念。维特一笑，接过诗稿，看到上面的字句令他浑身哆嗦，心里凄凉，声音颤抖着念起来：春风啊！你为何将我唤醒？我感到你轻轻的爱抚，可是啊，我已到了尽头，暴风雨即将来临，明天，我的族人到来，他见过我美好的青春，他在旷野四处寻觅，却没有我的踪影（咏叹调：春风，为何将我唤醒）。眼泪流下来，夏绿蒂求他停止，维特怀疑他所看见的那对眼睛里的感情，便再无法克制得扑倒在夏洛蒂的脚边诉说着自己对她的爱情，夏绿蒂抬起手又放下，她还是拒绝了维特，她推开维特，跟他告别，并说以后不会再见他。
维特离开，心里绝望，他对于生已不再留恋，他感到唯有死才能够化解那充满了他全部的巨大的痛苦，他作了打算后便差仆人前去向阿尔伯特借猎枪，说是备着在远行中仿身。
阿尔伯特回来的时候发觉夏绿蒂的行为异常，见维特的仆人来借枪就吩咐夏绿蒂拿给他。一旁的夏绿蒂却觉得不妙，莫名的恐惧抓住了她的心，她立刻赶去维特的家中，希望什么事也没有发生。

### 第四幕
维特家的书房，他询问仆人得枪的情况，知道夏绿蒂的手指曾经抚过这把枪感到欣喜，他一直渴望从夏绿蒂的手中接受死亡，现在自杀仿佛与爱人联系到了一起，他一遍遍得吻着手槍。夏绿蒂的预感没有错，她跑进房间的时候看到维特躺在血泊中，已经奄奄一息，身边放着阿尔伯特的枪。夏绿蒂将他抱在怀里，悲痛的发疯，她坦白了自己对维特的爱。维特请求夏绿蒂的原谅，为他过去的行为，并表示自己很幸福，死前能够得到她的爱。这时窗外传来孩子们圣诞节的歌声，维特闭上了眼睛，嘴角还留着一丝微笑。